# Футбол на Міжсоюзницьких іграх
Футбол був одним з 19 змагань на Міжсоюзницьких іграх, що відбулися в Парижі в 1919 році. Матчі проходили на стадіоні «Першинг»
У турнірі змагались 8 команд, які були розподілені на дві групи. Переможці груп змагались у фіналі. Чемпіоном ігор стала збірна Чехословаччини, що у фіналі перемогла господарів змагань французів. Матчі не входять до офіційного реєстру ФІФА.

## Учасники турніру
.
Згідно регламенту, в змаганнях могли брати участь спортсмени:
- що знаходяться на дійсній військовій службі в арміях країн-союзників.
- що знаходилися на військовій службі в арміях країн-союзників під час Першої світової війни

Цим критеріям відповідала значна кількість футболістів найвищого рівня, багато з яких були гравцями національних збірних.
Всього до участі в турнірі були допущені футболісти 8 країн.
- Чехословаччина — була представлена фактично національною збірною (на базі клубу «Спарта» Прага). В схожому складі наступного року команда вийшла у фінал Олімпійських ігор.
- Франція — дев'ять футболістів із цієї команди виступали за національну збірну, а п'ятеро — на найближчій Олімпіаді.
- Бельгія — у складі команди виступали п'ять майбутніх олімпійських чемпіонів, а також кілька інших гравців національної збірної.
- Італія — у складі команди було п'ятеро учасників майбутньої Олімпіади. Більшість інших футболістів у різний час виступали в національній збірній.
- Канада — збірна Канадського експедиційного корпусу в Європі. У його складі, окрім ряду провідних канадських футболістів, виступали і кілька колишніх британських гравців, які емігрували до Канади (один з яких свого часу був навіть володарем Кубка Англії[3]).
- США — збірна експедиційного корпусу США в Європі (сформована після проведення відповідного чемпіонату корпусу)[4][5].
- Румунія — була представлена збірною Бухаресту — фактично національною збірною, яка проводила свої перші міжнародні матчі (неофіційні)[6].
- Греція — була представлена фактично національною збірною[7].

## Груповий етап

### Група A
| 24.06.1919 |

| Франція                | 4:0 | Румунія |
| ---------------------- | --- | ------- |
| Ніколя М.Гастіже Реньє |     |         |

| Першинг, Париж Глядачів: 10 000 Арбітр: Дж. Мауро |

Франція: Шеріге — Гамблен, Матьє — Югу, л'Ермітт, Гравелін — Лесюр, Поулан, Ніколя, Реньє, М.Гастіже
Румунія: Радулеску — Давіла, Савулеску, Флоріан, Нікулеску, Тікуляну, Георгеску, Гіллард …
| 25.06.1919 |

| Італія                             | 9:0 | Греція |
| ---------------------------------- | --- | ------ |
| Сарді Л.Чевеніні А.Сантамарія Асті |     |        |

| Першинг, Париж |

Італія: Терці — Карпа, Де Веккі — Ара, Пароді, Каркано — Л.Чевеніні, Сарді, А.Сантамарія, Асті, Рампіні.
| 26.06.1919 |

| Італія | 7:1 | Румунія |
| ------ | --- | ------- |
|        |     |         |

| Першинг, Париж |

| 26.06.1919 |

| Франція                           | 11:0 | Греція |
| --------------------------------- | ---- | ------ |
| Ніколя Реньє Дюблі Дарже л'Ермітт |      |        |

| Першинг, Париж |

Франція: Шеріге — Гамблен, Матьє — Югу, л'Ермітт, Гравелін — Лесюр, Дарже, Ніколя, Реньє, Дюблі
| 28.06.1919 |

| Греція | 3:2 | Румунія |
| ------ | --- | ------- |
|        |     |         |

| Першинг, Париж |

| 28.06.1919 |

| Франція              | 2:0 | Італія |
| -------------------- | --- | ------ |
| Гамблен пен.' Ніколя |     |        |

| Першинг, Париж |

Франція: Шеріге — Гамблен, Матьє — Югу, л'Ермітт, Гравелін — Лесюр, Дарже, Ніколя, Реньє, Дюблі
|         |   |   |   |   |    |    |   |
| Команда | І | В | Н | П | МЗ | МП | О |
| Франція | 3 | 3 | 0 | 0 | 17 | 0  | 6 |
| Італія  | 3 | 2 | 0 | 1 | 16 | 3  | 4 |
| Греція  | 3 | 1 | 0 | 2 | 3  | 22 | 2 |
| Румунія | 3 | 0 | 0 | 3 | 3  | 14 | 0 |
|         |   |   |   |   |    |    |   |

### Група B
| 24.06.1919 |

| Чехословаччина                       | 4:1 | Бельгія     |
| ------------------------------------ | --- | ----------- |
| Седлачек 24', 77' Ванік 31' Янда 46' |     | Фламінк 41' |

| Першинг, Париж Глядачів: 20 000 Арбітр: МкКензі |

Чехословаччина: Пейр — Гоєр, Поспішил — Лоос, Фіверб, Пешек — Седлачек, Янда, Пілат, Ванік, Прошек
| 25.06.1919 |

| США | 5:4 | Канада |
| --- | --- | ------ |
|     |     |        |

| Першинг, Париж |

| 26.06.1919 |

| Бельгія | 5:2 | Канада |
| ------- | --- | ------ |
|         |     |        |

| Першинг, Париж |

| 26.06.1919 |

| Чехословаччина                   | 8:2 | США |
| -------------------------------- | --- | --- |
| Янда Пілат Ванік Седлачек Прошек |     |     |

| Першинг, Париж |

Чехословаччина: Пейр — Гоєр, Поспішил — Лоос, Фіверб, Пешек — Седлачек, Янда, Пілат, Ванік, Прошек
| 28.06.1919 |

| Бельгія | 7:0 | США |
| ------- | --- | --- |
|         |     |     |

| Першинг, Париж |

| 28.06.1919 |

| Чехословаччина | 3:2  | Канада |
| -------------- | ---- | ------ |
| Ванік Янда     | звіт |        |

| Першинг, Париж Глядачів: 25 000 |

Чехословаччина: Клапка — Стейнер, Поспішил — Лоос, Фіверб, Пешек — Седлачек, Янда, Пілат, Ванік, Прошек
|                |   |   |   |   |    |    |   |
| Команда        | І | В | Н | П | МЗ | МП | О |
| Чехословаччина | 3 | 3 | 0 | 0 | 15 | 5  | 6 |
| Бельгія        | 3 | 2 | 0 | 1 | 13 | 6  | 4 |
| США            | 3 | 1 | 0 | 2 | 7  | 19 | 2 |
| Канада         | 3 | 0 | 0 | 3 | 8  | 13 | 0 |
|                |   |   |   |   |    |    |   |

## Фінал
| 29 червня 1919 |

| Чехословаччина         | 3 — 2 | Франція             |
| ---------------------- | ----- | ------------------- |
| Ванік 31' Янда 84' 90' |       | 12' Дедьє 28' Реньє |

| «Першинг» (Париж) Глядачів: 25 000 Арбітр: МкКензі |

| Чехословаччина     |                   |
|                    |                   |
| ВР                 | Рудольф Клапка    |
| ЗХ                 | Антонін Янда      |
| ЗХ                 | Мирослав Поспішил |
| ПЗ                 | Карел Влк         |
| ПЗ                 | Антонін Фівебр    |
| ПЗ                 | Карел Пешек-Кадя  |
| НП                 | Йозеф Седлачек    |
| НП                 | Ярослав Червений  |
| НП                 | Вацлав Пілат      |
| НП                 | Ян Ванік          |
| НП                 | Вацлав Прошек     |
| Тренер:            |                   |
| Джон Вільям Мадден |                   |

| Франція |                |
|         |                |
| ВР      | П'єр Шеріге    |
| ЗХ      | Люсьєн Гамблен |
| ЗХ      | Ежен Ланжено   |
| ПЗ      | Емільєн Девік  |
| ПЗ      | Рене л'Ермітт  |
| ПЗ      | П'єр Гастіже   |
| НП      | Анрі Лесюр     |
| НП      | Поль Дедьє     |
| НП      | Поль Ніколя    |
| НП      | Альбер Реньє   |
| НП      | Моріс Гастіже  |
| Тренер: |                |
| ?       |                |

| - Збірна Чехословаччини - чемпіон ігор - Фрагмент матчу Чехословаччина — Франція - Поль Ніколя — найкращий бомбардир |